# ريان سنوسي
ريان سنوسي (5 يناير 1992 في بلجيكا - ) هو لاعب كرة قدم بلجيكي في مركز الوسط. لعب مع سبارتا روتردام وفيلم تو تيلبورغ وتوب أوس.

## وصلات خارجية
- ريان سنوسي على موقع الاتحاد البلجيكي (الإنجليزية)
- ريان سنوسي على موقع قاعدة بيانات كرة القدم.إي يو (الإنجليزية)
- ريان سنوسي على موقع Soccerway.com (الإنجليزية)
- ريان سنوسي على موقع عالم كرة القدم.نت (الإنجليزية)